# Mari Yaguchi
Mari Yaguchi (jap. 矢口真里 Yaguchi Mari; ur. 20 stycznia 1983 w Jokohamie) – aktorka oraz japońska piosenkarka j-pop występująca w takich zespołach jak:
- Hello! Project Groups:
  - Morning Musume (1998–2005)
  - ZYX (2003)
  - ROMANS (2003)
- Subgroups
  - Tanpopo (1998–2002)
  - Minimoni (2000–2003)
  - Morning Musume Sakura Gumi (2003–2004)
- Concert Units:
  - Hello! Project Akagumi (2005)
  - Elder Club (2007–)